# 山本圭
山本圭（1940年7月1日—2022年3月31日），是日本演員，生於大阪府茨木市，隸屬於有限會社活動屋。

## 主要演出作品
| 日期   | 作品                        | 類型   | 角色     |
| ------ | --------------------------- | ------ | -------- |
| 1962年 | 人間                        | 電影   | 三吉     |
| 1978年 | 野性的證明                  | 電影   | 博士     |
| 1993年 | 一個屋簷下                  | 電視劇 | 廣瀨幸夫 |
| 2007年 | SP 警視廳警備部警護課第四係 | 電視劇 | 麻田雄三 |
| 2007年 | 料理新鮮人                  | 電視劇 | 遠藤進   |

## 外部連結
- 山本圭在互联网电影资料库（IMDb）上的資料（英文）
- 日本電影數據庫（JMDb）上山本圭 （页面存档备份，存于）的資料